# Amtsgericht Pleß

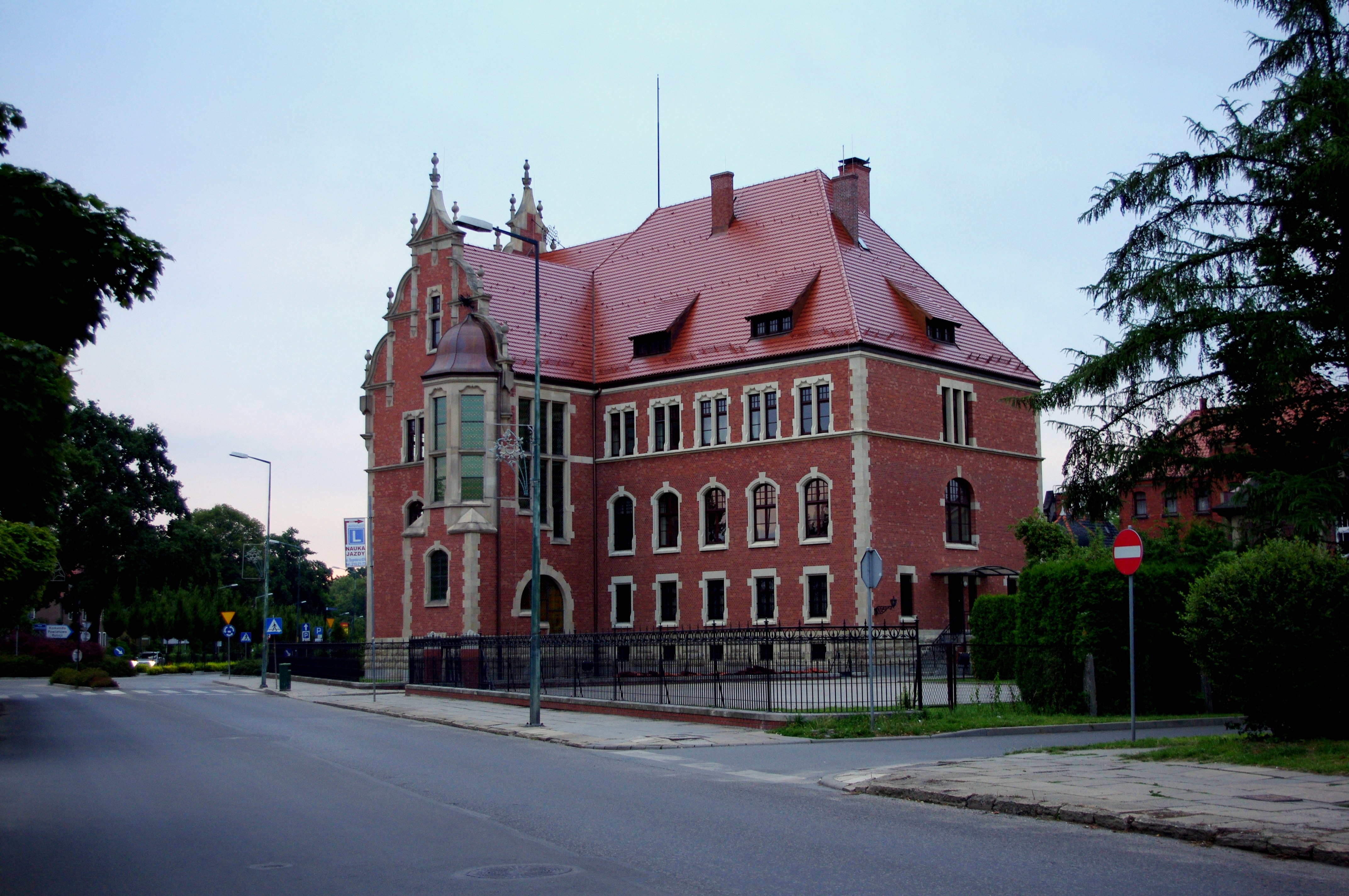
Ehem. Amtsgerichtsgebäude (2015)

Das Amtsgericht Pleß war ein preußisches Amtsgericht mit Sitz in Pleß.

## Geschichte
In Pleß bestand von 1849 bis 1879 das Kreisgericht Pleß. Das königlich preußische Amtsgericht Pleß wurde mit Wirkung zum 1. Oktober 1879 als eines von sechs Amtsgerichten im Bezirk des Landgerichtes Gleiwitz im Bezirk des Oberlandesgerichtes Breslau gebildet. Der Sitz des Gerichtes war Pleß. Sein Gerichtsbezirk umfasste den Kreis Pleß außer dem Teil der den Amtsgerichten Myslowitz (gehörte zum Landgericht Beuthen),  Nicolai und  Sohrau zugeordnet war. Am Gericht bestanden 1880 vier Richterstellen. Das Amtsgericht war damit ein mittelgroßes Amtsgericht im Landgerichtsbezirk. Am Gericht wurde eine Strafkammer für die Amtsgerichte Pleß und Nikolai gebildet. Gerichtstage wurden in Berun gehalten. Der Amtsgerichtsbezirk kam aufgrund des Versailler Vertrages 1919 und der Volksabstimmung in Oberschlesien zu Polen. Das Amtsgericht wurde aufgehoben, an seiner Stelle entstand das polnische Sąd Rejonowy w Pszczynie. Im Jahre 1939 wurde Polen deutsch besetzt. Im Rahmen der Neuorganisation der Gerichte in Ostdeutschland und im ehemaligen Polen wurden das Amtsgericht Pleß neu gebildet und erneut dem Landgericht Gleiwitz zugeordnet. Zum 1. April 1941 wurde der Landgerichtsbezirk Neisse mit seinen Amtsgerichten dem neugeschaffenen Oberlandesgericht Kattowitz zugeschlagen.
Im Jahre 1945 wurde der Amtsgerichtsbezirk unter polnische Verwaltung gestellt, und die deutschen Einwohner wurden vertrieben. Damit endete auch die Geschichte des Amtsgerichtes Pleß. Unter polnischer Verwaltung entstand das Sąd Rejonowy w Pszczynie (1950–1975: Sąd Powiatowy w Pszczynie).